# Kabinett Waqa

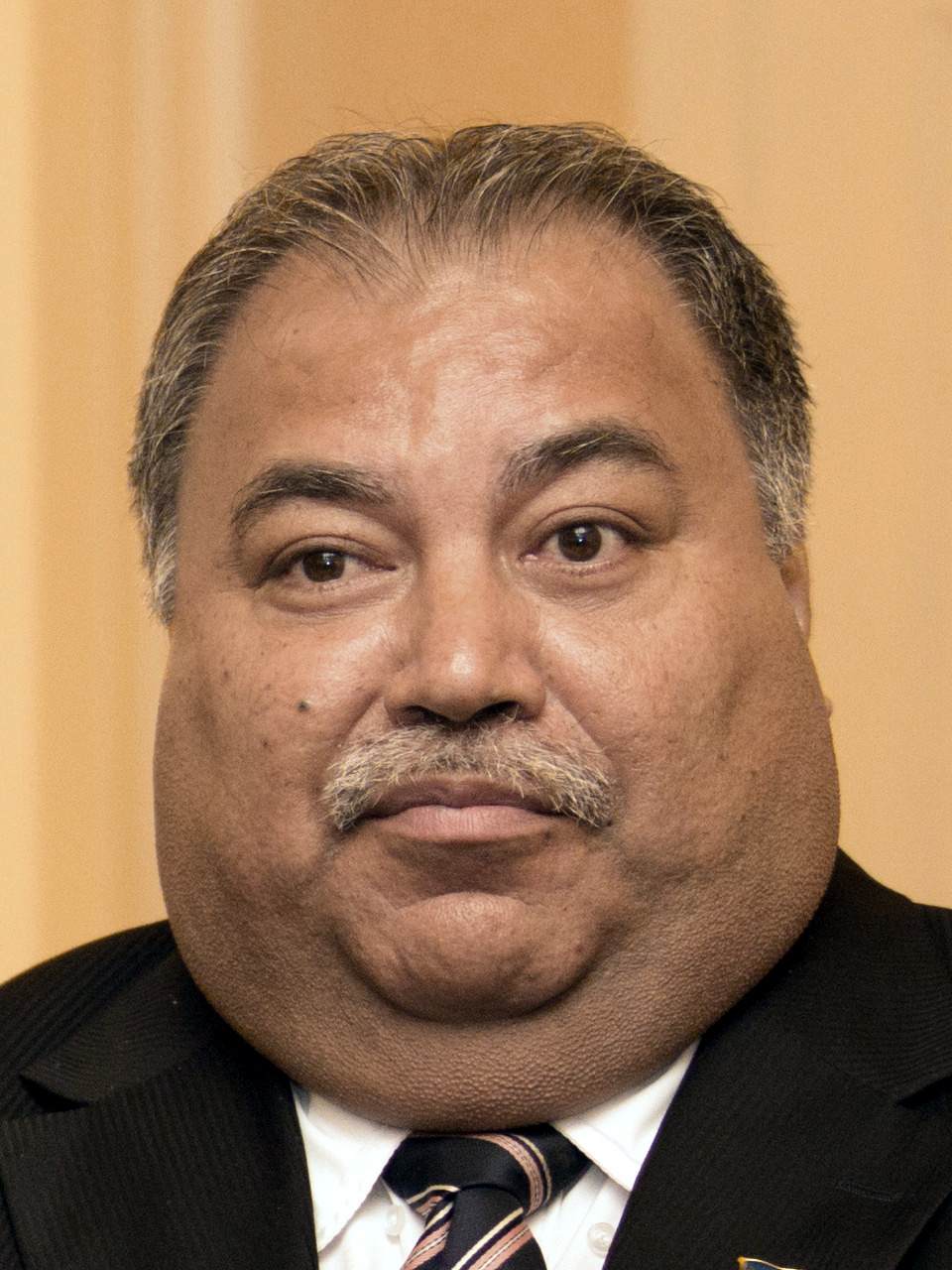
Baron Waqa (2013)

Das Kabinett Waqa wurde in Nauru (ein Inselstaat im Pazifischen Ozean) am 11. Juni 2013 durch Präsident Baron Waqa gebildet. Waqa hatte als Präsident Sprent Dabwido abgelöst. Nach den Wahlen vom 9. Juli 2016 fand auf einigen Posten eine Umbildung statt.

## Minister
Dem Kabinett gehörten folgende Minister an:
| Amt                                                     | Name                             | Beginn der Amtszeit           | Ende der Amtszeit |
| ------------------------------------------------------- | -------------------------------- | ----------------------------- | ----------------- |
| Präsident, Vorsitzender des Kabinetts                   | Baron Waqa                       | 11. Juni 2013                 |                   |
| Minister für den öffentlichen Dienst                    | Baron Waqa                       | 11. Juni 2013                 |                   |
| Minister für auswärtige Angelegenheiten und Außenhandel | Baron Waqa                       | 11. Juni 2013                 |                   |
| Minister für Klimawandel                                | Baron Waqa                       | 11. Juni 2013                 |                   |
| Minister für Polizei und nationale Notdienste           | Baron Waqa                       | 11. Juni 2013                 |                   |
| Minister für die Phosphatgewinnverwaltung               | Shadlog Bernicke                 | 11. Juni 2013                 |                   |
| Telekommunikationsminister                              | Shadlog Bernicke                 | 11. Juni 2013                 |                   |
| Minister für Dienstprogramme                            | Shadlog Bernicke Aaron Cook      | 11. Juni 2013 9. Juli 2016    | 9. Juli 2016      |
| Beigeordneter Minister beim Präsidenten                 | David Adeang                     | 11. Juni 2013                 |                   |
| Minister für Finanzen und nachhaltige Entwicklung       | David Adeang                     | 11. Juni 2013                 |                   |
| Minister für Justiz und Grenzkontrollen                 | David Adeang                     | 11. Juni 2013                 |                   |
| Minister für multikulturelle Angelegenheiten            | David Adeang                     | 9. Juli 2016                  |                   |
| Minister für die Eigigu-Gesellschaft                    | David Adeang                     | 9. Juli 2016                  |                   |
| Minister für Nauru Airlines                             | David Adeang                     | 9. Juli 2016                  |                   |
| Minister für Gesundheit und medizinische Dienste        | Valdon Dowiyogo Gabrissa Hartman | 11. Juni 2013 20. Januar 2017 | 8. Dezember 2016  |
| Transportminister                                       | Valdon Dowiyogo Gabrissa Hartman | 11. Juni 2013 20. Januar 2017 | 8. Dezember 2016  |
| Sportminister                                           | Valdon Dowiyogo Gabrissa Hartman | 11. Juni 2013 20. Januar 2017 | 8. Dezember 2016  |
| Fischereiminister                                       | Valdon Dowiyogo Gabrissa Hartman | 11. Juni 2013 20. Januar 2017 | 8. Dezember 2016  |
| Minister für die Hafenverwaltung                        | Valdon Dowiyogo Gabrissa Hartman | 9. Juli 2016 20. Januar 2017  | 8. Dezember 2016  |
| Minister für Handel, Industrie und Umwelt               | Aaron Cook Baron Waqa            | 11. Juni 2013 9. Juli 2016    | 9. Juli 2016      |
| Minister für die Phosphatgesellschaft                   | Aaron Cook                       | 11. Juni 2013                 |                   |
| Minister für die Rehabilitationsgesellschaft            | Aaron Cook                       | 11. Juni 2013                 |                   |
| Bildungsministerin                                      | Charmaine Scotty                 | 11. Juni 2013                 |                   |
| Innenministerin                                         | Charmaine Scotty                 | 11. Juni 2013                 |                   |
| Ministerin für Landverwaltung                           | Charmaine Scotty                 | 11. Juni 2013                 |                   |